# Верена Прайнер
Верена Прайнер (нім. Verena Preiner, 1 лютого 1995) — австрійська легкоатлетка, яка спеціалізується на багатоборстві, чемпіонка Універсіади.
На світовій першості-2019 у Досі здобула «бронзу» в семиборстві.